# 思案橋停留場
思案橋停留場（しあんばしていりゅうじょう、思案橋電停）は、長崎県長崎市油屋町にある長崎電気軌道本線の停留場。駅番号は34。
1号・4号各系統が停車する。

## 歴史

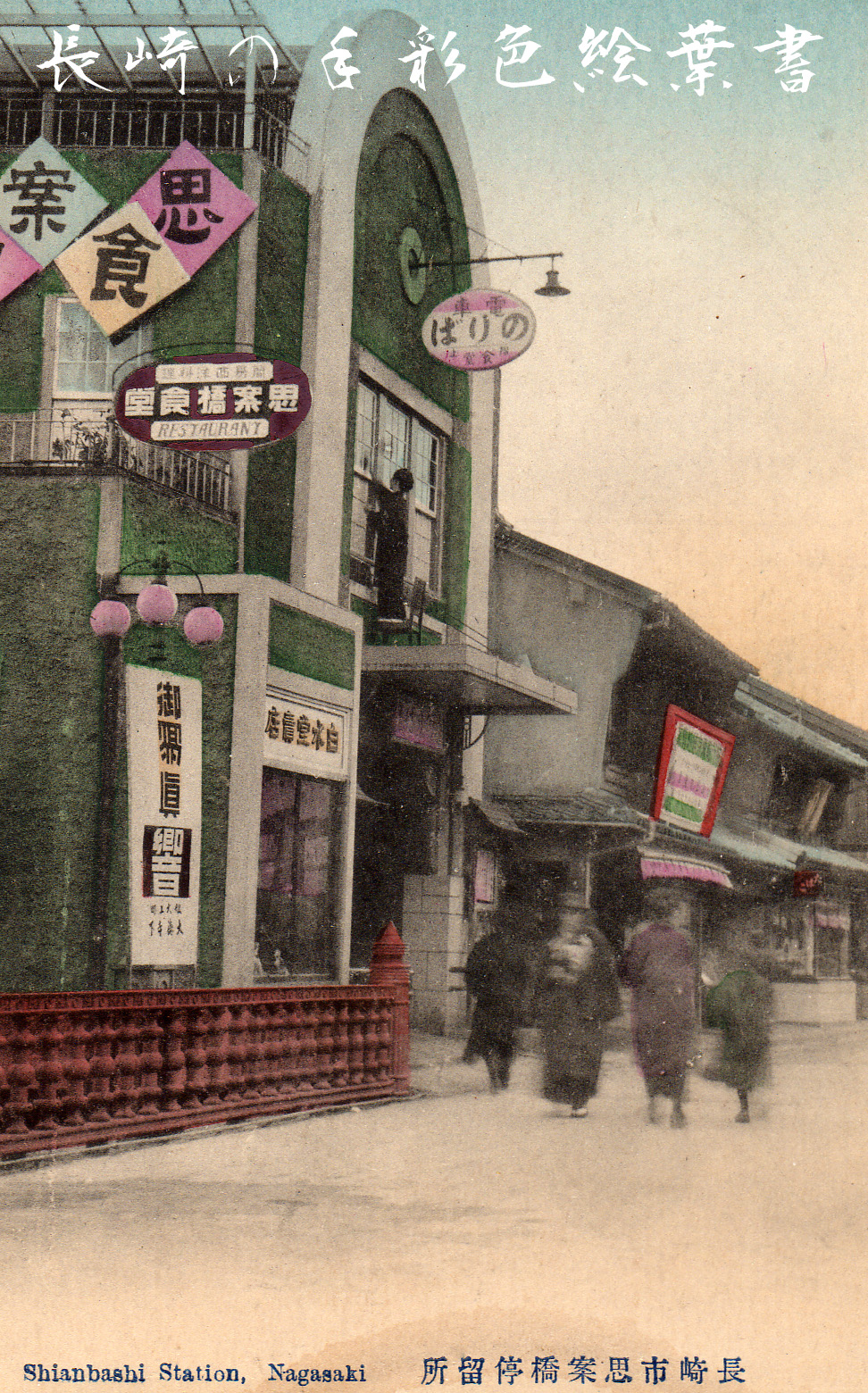
大正時代の長崎市思案橋停留所（手彩色絵葉書）

思案橋停留場は1921年（大正10年）、西浜町 - 思案橋間の第3期線開通と同時に開業した。当時の終点であり、停留場には2階に食堂を備えたモダンな建物が建っていた。
1945年（昭和20年）8月9日には原爆投下により長崎電軌の路線は全線不通となる。復旧に際しては長崎駅前 - 西浜町 - 蛍茶屋間の再開を急いだため西浜町から当停留場までの区間は後回しになり、放置されていた間に軌道上に闇市が立ってしまったため、再開は1953年（昭和28年）まで遅れることとなった。再開に合わせて停留場は移設されている。その後1968年（昭和43年）には当停留場から先に路線が延伸、正覚寺下（現・崇福寺）までの区間が開通した。

### 年表
- 1921年（大正10年）4月30日：開業[3]。
- 1945年（昭和20年）8月9日：原爆投下により全線不通[11]。停留場も同月中に休止される[3]。
- 1953年（昭和28年）7月1日：停留場を移設し営業再開[3][12]。
- 1968年（昭和43年）6月17日：思案橋から正覚寺下までの区間が営業開始[11]。
- 2000年（平成12年）3月9日：停留場を改築[13]。

## 構造
思案橋停留場は併用軌道区間にあり、道路上にホームが設けられる。戦前は隣の観光通停留場から当停留場まで専用軌道だったが、戦後の営業再開時に併用軌道化された。ホームは2面あり、2本の線路を挟んで向かい合わせに配置されている（相対式ホーム）。観光通寄りから見て右側にあるのが赤迫・蛍茶屋方面行きのホーム、左側にあるのが崇福寺方面行きのホーム。ホームへは観光通寄りにある横断歩道を介して出入りする。2000年には上屋がテント式から景観に配慮したシェルター式に改められた。
戦前、当停留場が終点だったころは2面のホームが端でつながりコの字形となっていて、停留場入口から見て右側のホームを蛍茶屋方面行き、左側のホームを浦上（大橋）方面行きに使用していた。ホームの長さはいずれも車両2両分。蛍茶屋方面ホームの先には操車室があり、分岐器の操作を行っていた。操車室は戦後歩道上に設けられ、のちに操車塔も完成したが、1968年の路線延伸に合わせて廃止。代わって正覚寺下に操車室が新設されている。

## 利用状況
長崎電軌の調査によると1日の乗降客数は以下の通り。
- 1998年 - 3,620人[17]
- 2015年 - 1,600人[18]

## 周辺
長崎市有数の繁華街であり、長崎市内最大の飲食街である銅座も近い。思案橋はかつて当地にあった遊廓（丸山遊廓）へ架かる橋の名で、橋の上で行くか戻るか思案することからこの名前となった。橋が架かっていた川は暗渠となり、橋も復元された欄干の一部が残るのみである。
- 長崎ぶたまん桃太呂浜町店
- カステラ本家福砂屋本店
- 長崎バス「思案橋」バス停
- 丸山公園
- 料亭花月
- リッチモンドホテル長崎思案橋
- 十八親和銀行浜町支店・思案橋支店
- 福岡銀行長崎支店
- たちばな信用金庫 長崎中央支店
- ツル茶ん - 1925年創業。九州最古の喫茶店と言われる。トルコライスも早くから提供している[20]。

## 隣の停留場
長崎電気軌道
本線
観光通停留場 (33) - 思案橋停留場 (34) - 崇福寺停留場 (35)